# Entsteinerungsklausel
Bei der Entsteinerungsklausel handelt sich um einen juristisch-technischen Begriff aus der deutschen Gesetzgebungslehre.
Gesetze ermächtigen häufig die jeweils zuständigen Minister zum Erlass von Verordnungen, um Detailfragen (ohne Beteiligung des Bundestags) zu regeln. Wird nun ein solches ermächtigendes Gesetz (durch den Bundestag) geändert, so sind oft Folgeänderungen in den Verordnungen nötig, die dann üblicherweise auch im Änderungsgesetz vorgenommen werden. Die so geänderten Teile der Verordnung sollten nach früherer Rechtsauffassung Gesetzesrang haben und daher später nicht mehr durch Verordnung geändert werden können.
Um dieser Auffassung Rechnung zu tragen, erlaubten die Änderungsgesetze regelmäßig ausdrücklich die Änderung dieser Teile der Verordnung durch Rechtsverordnung. Eine solche Entsteinerungsklausel steht am Ende des Änderungsgesetzes (vor den Regelungen zum Inkrafttreten), üblicherweise unter der Überschrift Rückkehr zum einheitlichen Verordnungsrang, und hat beispielsweise den folgenden Wortlaut:

„Die auf Artikel […] beruhenden Teile der […]verordnung können auf Grund der Ermächtigung des […]gesetzes durch Rechtsverordnung geändert werden.“

Nach neueren Entscheidungen des Bundesverfassungsgerichts ist davon auszugehen, dass aus Gründen der Normenklarheit auch solche Teile von Rechtsverordnungen Verordnungsrang haben, die durch förmliches Gesetz geändert worden sind. Damit hat die Entsteinerungsklausel nur noch klarstellende Bedeutung.